# Ankerzentrum Manching/Ingolstadt
Das Ankerzentrum Manching/Ingolstadt (vormals Bayerische Transitzentrum Manching-Ingolstadt) ist eine Einrichtung für die Unterbringung von Asylbewerbern, insbesondere mit geringer Bleibeperspektive, in der Stadt Ingolstadt. Auf seinem Gelände befindet sich auch das mit Wirkung vom 1. August 2018 errichtete Bayerische Landesamt für Asyl und Rückführungen, das als Ausländerbehörde landesweit Aufgaben im Vollzug ausländerrechtlicher Vorschriften erfüllt.
Das Zentrum war zunächst als Ankunfts- und Rückführungseinrichtungen (ARE) eingerichtet worden und sollte schon zu diesem Zeitpunkt beschleunigte Verfahren und im Falle einer Ablehnung auch eine rasche Rückführung ermöglichen. 2017 erfolgte die Umwidmung in ein „Transitzentrum“. Es wurde dabei für weitere Flüchtlingsgruppen geöffnet. Seit August 2018 ist die Unterkunft das oberbayerische Ankerzentrum. Zu diesem Zeitpunkt wurden alle bestehenden bayerischen Erstaufnahmeeinrichtungen und Transitzentren in „Ankerzentren“ umbenannt.
Das Zentrum an vier Standorten stand bzw. steht unter der Aufsicht des Regierungsbezirks Oberbayern und wird von der Münchner Firma PulsM geführt. Die Bewohner kommen z. B. aus der Ukraine oder aus Nigeria. Sie erhalten Vollverpflegung und Taschengeld. Einschränkungen unterliegen die Bewohner im Blick auf das Einbringen von Lebensmitteln in die Lager. Die Lager werden rund um die Uhr durch Sicherheitsdienste bewacht und sind eingezäunt. Beim Verlassen und Betreten des Lagers müssen sich Bewohner und Besucher an- und abmelden.
Die schulpflichtigen Kinder besuchen teilweise öffentliche Schulen. Für noch nicht schulpflichtige Kinder wird Kinderbetreuung im Lager angeboten. Ehrenamtliche organisieren in Absprache mit dem Betreiber verschiedene Freizeitangebote, wie zum Beispiel Spielen oder Basteln. Auch Hausaufgabenbetreuung und Deutsch-Konversation werden angeboten. Fachkräfte der Stadt Ingolstadt begleiten die Ehrenamtlichen durch regelmäßige Informations- und Gesprächsabende.

## Standorte
Standorte der Unterkünfte sind:
- 48° 47′ 6″ N, 11° 28′ 32″ O Containerlager in der Nähe des Factory Outlet Centers "Ingolstadt Village" (Marie-Curie-Straße)
- am Audi-Ring (Neuburger Straße)
- 48° 44′ 49″ N, 11° 29′ 5″ O Parkplatz 3 des Audi Sportparks
- 48° 42′ 16″ N, 11° 26′ 3″ O an der südlichen Stadtgrenze die ehemalige Max-Immelmann-Kaserne der Bundeswehr.[6] Da sich die Kaserne teilweise auf dem Gebiet des Marktes Manching befindet, erscheinen beide Kommunen in der neuen Bezeichnung.

## Kritik
Im September 2019 zog sich die Organisation Ärzte der Welt aus der Zusammenarbeit mit dem Ankerzentrum zurück. Als Grund gab der Vorstandsvorsitzende Heinz-Jochen Zenker an, die „krankmachenden Lebensbedingungen“ in dieser Einrichtung würden eine erfolgreiche Behandlung verhindern.